# Гастон Торн
Гастон Егмонд Торн (люксемб. Gaston Egmont Thorn; нар. 3 листопада 1928 — пом. 26 серпня 2007) — люксембурзький і європейський політик. Прем'єр-міністр Люксембургу з 15 червня 1974 року по 16 липня 1979 року і сьомий Голова Європейської комісії з 12 січня 1981 року по 6 січня 1985 рік.

## Біографія
Народився в Люксембурзі. Ще в шкільні роки брав участь у русі опору під час німецької окупації, і кілька місяців провів у в'язниці. Після війни вивчав право в Монпельє, Лозанні і Парижі, і займався юридичною практикою в Люксембурзі до приходу в політику в 1959 році, коли його було обрано до парламенту від Демократичної партії. Він був головою Демократичної партії з 1961 року.
Торн був міністром закордонних справ і міністром зовнішньої торгівлі Люксембургу з 1969 року по 1980 рік. Після виборів в 1974 році, також зайняв посаду прем'єр-міністра, на якій перебував до 1979 року. З 1977 по 1980 рік Торн займав посаду міністра економіки. Він також був членом Європейського парламенту у 1959–1969, і Головою Генеральної Асамблеї Організації Об'єднаних Націй у 1975–1976.

Торн (другий зліва) на саміті G7, 1983 рік

У 1980 році Торн був обраний Головою Комісії Європейського співтовариства (нині Європейський Союз), як наступник Роя Дженкінса. Він вступив у посаду 12 січня 1981 року. Він був близьким до президента Франції, Валері Жискара д'Естена, і в цілому виступав як захисник інтересів Франції в європейській політиці. Хоча Торн не вважається дуже сильним головою Комісії, протягом строку його повноважень Комісія продовжувала розширювати свою владу, за рахунок національних урядів членів ЄС та Європейського парламенту, з якими Комісія змагалася у постійній боротьбі за владу.
Після відставки з посади голови Комісії в 1985 році, Торн зайнявся бізнесом. У 1987 році він став генеральним директором «Радіо Люксембург» і медіа-холдингу CLT. Він також був президентом Міжнародного банку Люксембургу.
Торн продовжували активно брати участь у міжнародних і політичних питаннях, як президент Міжнародного європейського руху і, як член Тристоронньої комісії і Комітету Жана Монне. Він був також головою Ліберального інтернаціоналу, угруповання ліберальних політичних партій, почесний голова цієї організації. 
Був одружений з журналісткою Ліліан Торн-Петі.